# Martín Mantovani
Martín Maximiliano Mantovani est un footballeur argentin né le 7 juillet 1984 à San Miguel.

## Biographie
En juillet 2013, il rejoint le club de Leganés. Avec cette équipe, il inscrit 4 buts en deuxième division espagnole, lors de la saison 2014-2015.